# Eiler Rasmussen Eilersen
Pour les articles homonymes, voir Rasmussen.
Eiler Rasmussen Eilersen né le 1er mars 1827, et mort le 24 avril 1912, est un artiste danois. Il a été un des plus populaires peintres danois.

## Biographie
Il fait ses études à l'Académie royale des beaux-arts du Danemark à Copenhague en 1847. Il travaille principalement sur les paysages de l'île de Fionie et des scènes de la forêt du nord - Seeland. Ses œuvres sont connues pour leur charme romantique et qui comprennent souvent des scènes ensoleillées de rivières ou d'étangs. Beaucoup d'œuvres de Eilersen ont été comparées à celles de J.P. Möllers et P. C. Skovgaard. Eilersen travaille et voyage dans toute l'Europe et fait une longue série de paysages à partir de l'Italie, de la France et de l'Allemagne. Ses œuvres sont demandées à la fois pendant et après sa vie, et plusieurs de ses œuvres peuvent être trouvées dans la collection de Nobles et de familles royales.

## Expositions
- Charlottenborg : 1849-1911.
- Northern exhibition : 1872-1888.
- The world fair in Paris : 1889.
- The Town hall, Copenhagen : 1901.
- Söllerod museum : 1982.

## Sources
- The Weilbach Art Encyclopedia. Translated by Josephine Louise Rydeng.

### Source de la traduction
- (en) Cet article est partiellement ou en totalité issu de l’article de Wikipédia en anglais intitulé « Eiler Rasmussen Eilersen » (voir la liste des auteurs).